# Anda Rottenberg
Anda Rottenberg (née le 23 avril 1944 à Novosybirsk) est une critique d'art et commissaire d'exposition polonaise.Rottenberg a  préparé de nombreuses expositions personnelles d'artistes polonais et étrangers. À plusieurs reprises, elle a été commissaire du pavillon polonais lors d'expositions internationales, notamment les biennales de Venise, d'Istanbul et de São Paulo. Pologne-Allemagne. 1000 ans d'histoire dans l'art, organisée en 2011 par le Martin-Gropius-Bau de Berlin et le Château royal de Varsovie.